# Chamaecrista zambesica
Chamaecrista zambesica är en ärtväxtart som först beskrevs av Daniel Oliver, och fick sitt nu gällande namn av John Michael Lock. Chamaecrista zambesica ingår i släktet Chamaecrista och familjen ärtväxter. Inga underarter finns listade i Catalogue of Life.